# پالاس (تیتان)
پالاس (به یونانی: Παλλάς، Pallás) یکی از تیتان‌های جنگ در افسانه‌های یونان باستان است. بیش‌تر پدر و مادر او را کریوس و یوروبیا نامیده‌اند، که آنها سه پسر داشتند. نام دو پسر دیگر و برادران پالاس، استرائوس و پرسس بود. پالاس و همسرش استوکس چهار فرزند به نام‌های زلوس، نیکه، کراتوس و بیا داشتند.
در سروده‌های هومر، پالاس فرزند مگامدس (بزرگ‌مرد) و پدر سلنه نامیده شده‌است. همچنین پالاس را پدر ائوس نیز دانسته‌اند.